# Santa Monica College
Le Santa Monica College (également connu sous l'accronyme SMC) est une université américaine située à Santa Monica, en Californie. Fondée en 1929, le SMC accueille plus de 30 000 étudiants dans plus de 90 matières. Bien qu'elle accueille au départ principalement des étudiants de niveau secondaire, l'université a rapidement étendu ses effectifs pour former des étudiants en high school ainsi que des étudiants non diplômés. C'est l'une des rares écoles qui a un taux de transfert élevé vers des universités comme l'université de Californie ou l'université d'État de Californie. Aujourd'hui, deux tiers des étudiants du SMC sont inscrits à temps partiel. Avec plus de 2 000 employés, c'est un employeur important dans la région de Los Angeles et a un impact significatif sur l'économie de la région. 